# Hagen Riemann
Hagen Riemann (* 1969) ist ein deutscher Politiker aus Hamburg.

## Politik
Bei der Wahl zur Hamburgischen Bürgerschaft im September 2001 erhielt Riemann ein Mandat als Abgeordneter der Partei Rechtsstaatlicher Offensive. Presseberichten zufolge legte er das Bürgerschaftsmandat aufgrund einer Jugendstrafe wegen Betruges nieder.
Danach war er von 2001 bis zur vorgezogenen Bürgerschaftswahl im Februar 2004 Fraktionsvorsitzender im Ortsausschuss Hamburg-Süderelbe.

## Partei
In der Partei Rechtsstaatlicher Offensive war Riemann von 2001 bis Oktober 2002 Ortsvorsitzender in Hamburg-Süderelbe. Im Oktober 2002 übernahm er dann den Bezirksvorsitz in Hamburg-Harburg und wurde Mitglied im Landesvorstand Hamburg. Ferner arbeitete er als wissenschaftlicher Assistent für den umweltpolitischen Sprecher seiner Partei in der Hamburger Bürgerschaft, Peter Lorkowski. Nach der Abwahl des Landesvorsitzenden Ronald Schill wurde er im April 2004 in Hamburg als dessen Nachfolger gewählt. Alle Mitglieder des Landesvorstandes Hamburg sowie der intakten Bezirks- und Ortsvorstände legten am 22. Februar 2005 ihre Ämter nieder und traten aus der Partei aus. Der Landesvorsitzende Hagen Riemann begründete dieses Vorgehen mit dem angeblichen Rechtsruck, den der Bundesvorsitzende Markus Wagner vollzogen habe, der inzwischen auch vermeintlichen Rechtsextremisten eine Heimat böte. Riemann gründete danach den Verein Sozial Konservative Wähler. 2006 trat Riemann dann in die am 23. April 2006 vom ehemaligen Hamburger Justizsenator Roger Kusch gegründete Partei Rechte Mitte HeimatHamburg ein. Der Landesvorsitzende Kusch ernannte ihn zum Bezirksbeauftragten für den Bezirk Hamburg-Harburg.